# 安全性
安全性（あんぜんせい、英: safety、セイフティ）とは、ある物事についての安全（リスクが許容可能な水準に抑えられている状態）の度合いのことである。
言い換えれば、安全とは事故・災害・犯罪などの危害に対して個人や一般社会が許容できる限度に抑えられている状態のことをいう。
安全について定義を記載している公の国際規格の一つにIEC 62278 があり、その中で「安全とは許容できない危害が発生するリスクがないこと」と定義されている。
対義語は危険性。

## 概要
安全性をはかる指標として、
- どのレベルまで安全性を高めればよいか
- どのようにすれば安全性を改善できるか

の2つが基本となる。
どのレベルまで安全性を高めるかについて、危険な状態を完全に排除する、すなわち安全性を限りなく高めるのは非常に高コストとなる、もしくは日常生活や経済活動を阻害してしまうこととなり現実的でない。したがって経済的に見合う有用性を維持したレベルで危険を排除できるか（危害が発生しないか）どうかが目標となる。一般社会において安全性が高いということは危害が全くないということにはならない。
どのようにすれば安全性を改善できるかについては、古から各々の分野において経験的に実施されてきた。新しい技術が発見されたり開発されたりすると、それを安全に使いこなすための経験が乏しいためリスクや危害が伴うが、経験を積み重ねることによって危険を回避する方法がわかってくるため、それらを適宜実施して改善が図られてきた。